# Штајнфелд (Палатинат)
Штајнфелд (њем. Steinfeld) општина је у њемачкој савезној држави Рајна-Палатинат. Једно је од 74 општинска средишта округа Зидлихе Вајнштрасе. Према процјени из 2010. у општини је живјело 1.956 становника. Посједује регионалну шифру (AGS) 7337076.

## Географски и демографски подаци
Штајнфелд се налази у савезној држави Рајна-Палатинат у округу Зидлихе Вајнштрасе. Општина се налази на надморској висини од 152 метра. Површина општине износи 14,9 km². У самом мјесту је, према процјени из 2010. године, живјело 1.956 становника. Просјечна густина становништва износи 131 становника/km².